# Ann Arbor Blues and Jazz Festival
Das Ann Arbor Blues & Jazz Festival war ein seit 1969 stattfindendes Blues- und Jazzfestival in Ann Arbor, Michigan.

## Geschichte
Ursprünglich ein Bluesfestival wurde es 1972 von John Sinclair, der das Ereignis von 1972 bis 1974 organisierte, um Jazzmusik erweitert; entsprechend trug es nun den Namen Ann Arbor Blues and Jazz Festival. Am Beginn noch von der University of Michigan unterstützt wandelte sich das Festival zu einem von freiwilligen Helfern getragenen Event, das in Zusammenarbeit mit der Stadt durchgeführt wurde. Nach dem Festival 1974 wurde eine große Pause bis 1991 eingelegt, da es in der Stadtregierung zu Änderungen kam und die Republikaner die Mehrheit übernahmen und es für ein Festival im Gallup Park keine Erlaubnis gab. Man veranstaltete das Festival 1974 im nahe gelegenen Windsor in Ontario, einer kanadischen Stadt südlich von Detroit. Da aber viele potentielle Zuschauer aus den USA durch verschärfte Kontrollen vom Grenzübertritt abgehalten wurden, entwickelte sich das Festival für die Veranstalter ein finanzielles Fiasko.  Möglicherweise aus finanziellen Gründen nahm das Ann Arbor Blues and Jazz Festival 2008 eine Auszeit, nachdem das Programm schon in den Jahren davor eingeschränkt wurde.
Das Festival wurde an folgenden Orten veranstaltet:
- Gallup Park
- The Michigan Theater
- The Bird of Paradise Jazz Club

Am Beginn seiner Geschichte war das Festival vollständig eine Openair-Veranstaltung, doch kamen im Laufe der Zeit das Michigan Theater und der Bird of Paradise Jazz Club als Veranstaltungsorte hinzu. Neben den Konzerten gab es weitere Aktivitäten, so ein Kinderzelt im Gallup Park, ein Bildungsprogramm und ein Meet the Artist Programm, bei dem man auftretende Künstler kennenlernen konnte.

## Das Line up der ersten beiden Bluesfestivals

### 1969
Freitag, 1. August 1969
- Roosevelt Sykes
- Fred McDowell
- J. B. Hutto and the Hawks
- Jimmy Dawkins
- Junior Wells
- B. B. King

Samstag, 2. August 1969
- Sleepy John Estes
- Luther Allison
- Clifton Chenier
- Otis Rush
- Howlin’ Wolf
- Muddy Waters

Sonntag, 3. August 1969 Nachmittag
- Arthur Big Boy Crudup
- Jimmy Dawkins
- Roosevelt Sykes
- Luther Allison & the Blue Nebulae
- Big Joe Williams
- Magic Sam
- Big Mama Thornton
- Freddy King

Abend:
- Sam Lay
- T-Bone Walker
- Son House
- Charlie Musselwhite with Freddy Roulette
- Lightnin’ Hopkins
- James Cotton

### 1970
Freitag
- Roosevelt Sykes
- Bukka White
- Mighty Joe Young
- Jimmy Dawkins
- John Lee Hooker
- Howlin’ Wolf

Samstag Nachmittag
- Harvey Hill
- Hound Dog Taylor
- Lazy Bill Lucas
- Juke Boy Bonner
- Luther Allison
- Albert King
- Fred McDowell

Abend
- Robert Pete Williams
- Johnny Shines with Sunnyland Slim
- Johnny Young
- Joe Turner with T-Bone Walker
- Eddie Cleanhead Vinson
- Bobby Blue Bland

Sonntag Nachmittag
- John Jackson
- Papa Lightfoot
- Little Brother Montgomery
- Carey Bell
- Buddy Guy
- Otis Rush

Sonntag Abend
- Little Joe Blue
- Lowell Fulson
- Big Mama Thornton
- Junior Parker
- Son House

### Andere Künstler auf dem Festival
Boogie Woogie Red with the Boogie Brothers, Eddie Burns, Ray Charles, Deborah Coleman, Tab Benoit, Mighty Joe Young Blues Band mit Eddie Taylor und Carey Bell, The Johnny Otis Show, Ornette Coleman Quartet, Victoria Spivey, Bonnie Raitt, Katie Webster, James Cotton, Maria Muldaur, Son Seals, Snooky Pryor & John Nicholas, Etta James, John Mayall & the Bluesbreakers, Gil Scott-Heron,
Charles Brown, Ben Harper, Taj Mahal, Dr. John, Cassandra Wilson, Fontella Bass, Marcia Ball, Beau Jocque & the Zydeco Hi-Rollers, Honeyboy Edwards, Paul deLay, Bo Diddley, Big Bill Morganfield & The Bob Margolin Blues Band, Keb’ Mo’, Little Milton, Hubert Sumlin, Robert Cray Band, Shemekia Copeland, Ike Turner And The Kings Of Rhythm

## Tonträger
Auf dem Festival wurden folgende Alben mitgeschnitten.
- Ann Arbor Blues & Jazz Festival 1972 (2-LP) Atlantic Records SD 2-502 Recorded live at Otis Spann Memorial Field
- „Please Mr. Foremann“: Motor City Blues of the Ann Arbor Blues & Jazz Festival 1973 Schoolkid's Records SKR 2101-2
- The Ann Arbor Blues & Jazz Festival, Vol. 2, 1972 Little Sonny: „Blues With A Feeling“ Schoolkid's Records SKR 2102-2
- The Ann Arbor Blues & Jazz Festival, Vol. 3, 1973 „Grind It!“ Roosevelt Sykes & Victoria Spivey Schoolkid's Records SKR 2103-2
- „Well All Right!“ King Biscuit Boys / Big Walter Horton Schoolkid's Records SKR 2104-2
- Sun Ra and his Solar Myth Arkestra: Life Is Splendid The Ann Arbor Blues & Jazz Festival 1972 Total Energy, NER3026[1]
- Art Ensemble of Chicago: Bap-Tizum (Atlantic 1973, rec. 1972)
- Luther Allison Luther’s Blues (Gordy/Motown 1974)
- Sun Ra and his Intergalactic Arkestra: Outer Space Employment Agency The Ann Arbor Blues & Jazz Festival 1973 Total Energy, NER3021
- Sun Ra and his Intergalactic Arkestra It Is Forbidden: At the Ann Arbor Blues & Jazz Festival in Exile 1974, Total Energy 2001